# Nati il 5 gennaio
| Questa pagina contiene informazioni ricavate automaticamente dalle voci biografiche con l'ausilio del template Bio e di un bot. L'aggiornamento è periodico e automatico e ricostruisce completamente la pagina. Se manca una persona in questa lista, sei pregato di non aggiungerla, ma accertati piuttosto che la sua voce biografica contenga il template Bio e che i dati anagrafici siano correttamente compilati. Se il template Bio manca, inseriscilo tu stesso o, in alternativa, metti l'avviso {{tmp\|Bio}} che ne segnala la mancanza. Se i dati riportati sono sbagliati, correggi direttamente la voce biografica; le modifiche saranno visibili in questa lista entro pochi giorni. Per chiarimenti vedi il progetto biografie. La lista contiene solo le 1.291 persone che sono citate nell'enciclopedia e per le quali è stato implementato correttamente il template Bio. Pagina aggiornata al 17 ago 2025. |

## XIII secolo(1)
- 1209 - Riccardo di Cornovaglia, re († 1272)

## XV secolo(2)
- 1437 - Annio da Viterbo, religioso, umanista e falsario italiano († 1502)
- 1498 - Isabella Borgia Enriquez, nobildonna, religiosa e scrittrice spagnola († 1557)

## XVI secolo(12)
- 1512 - Robert IV de la Marck, nobile e ufficiale francese († 1556)
- 1522 - Giovanni Carlo Bovio, arcivescovo cattolico italiano († 1570)
- 1530 - Gaspare de Bono, presbitero spagnolo († 1604)
- 1538 - Gaspare Visconti, arcivescovo cattolico italiano († 1595)
- 1548 - Francisco Suárez, gesuita, teologo e filosofo spagnolo († 1617)
- 1564 - Francesco Vanni, pittore e incisore italiano († 1610)
- 1576 - Anne Turner, assassina inglese († 1615)
- 1583 - Cristoforo Borri, gesuita, astronomo e matematico italiano († 1632)
- 1585 - Baldassarre Bonifacio, scrittore, poeta e vescovo cattolico italiano († 1659)
- 1585 - Carlo Emmanuele Pio di Savoia, cardinale italiano († 1641)
- 1587 - Xu Xiake, esploratore cinese († 1641)
- 1592 - Shah Jahan, sovrano indiano († 1666)

## XVII secolo(16)
- 1612 - Giovanni Stefano Danedi, pittore italiano († 1690)
- 1614 - Leopoldo Guglielmo d'Austria, militare, vescovo cattolico e collezionista d'arte austriaco († 1662)
- 1620 - Miklós Zrínyi, poeta croato († 1664)
- 1635 - Carlo Musitano, medico, presbitero e scrittore italiano († 1714)
- 1639 - Otto Wilhelm von Königsmarck, diplomatico e militare svedese († 1688)
- 1640 - Paolo Lorenzani, compositore e musicista italiano († 1713)
- 1644 - Giuseppe Mazzuoli, scultore italiano († 1725)
- 1644 - Jean-François Salgues de Valdéries de Lescure, vescovo cattolico francese († 1723)
- 1647 - Johannes Colerus, teologo tedesco († 1707)
- 1651 - Elia Astorini, medico, filosofo e matematico italiano († 1702)
- 1660 - Giacomo Parravicino, pittore italiano († 1729)
- 1667 - Antonio Lotti, compositore italiano († 1740)
- 1668 - Johanna Herolt-Graff, pittrice, disegnatrice e illustratrice tedesca
- 1673 - Carlo di Brandeburgo-Schwedt, generale tedesco († 1695)
- 1679 - Pietro Filippo Scarlatti, compositore e organista italiano († 1750)
- 1696 - Giuseppe Galli da Bibbiena, scenografo e architetto italiano († 1757)

## XVIII secolo(47)
- 1703 - Paul d'Albert de Luynes, cardinale e arcivescovo cattolico francese († 1788)
- 1703 - James Hamilton, V duca di Hamilton, nobile scozzese († 1743)
- 1712 - Ludwig van Beethoven, tenore tedesco († 1773)
- 1713 - Jorge Juan y Santacilia, matematico e scienziato spagnolo († 1773)
- 1718 - Pasquale Bruscolini, sopranista italiano († 1782)
- 1722 - Caspar Anton von Belderbusch, nobile e politico tedesco († 1784)
- 1723 - Nicole-Reine Lepaute, astronoma e matematica francese († 1788)
- 1726 - Alexandre Deleyre, scrittore francese († 1797)
- 1728 - Josef Starzer, compositore e violinista austriaco († 1787)
- 1730 - Joseph-Aignan Sigaud de Lafond, fisico francese († 1810)
- 1736 - Corrado Maria Deodato Moncada, vescovo cattolico italiano († 1813)
- 1739 - Karl von Zinzendorf, politico austriaco († 1813)
- 1742 - Antoine Portal, medico e anatomista francese († 1832)
- 1743 - Karl Heinrich di Nassau-Siegen, avventuriero e ufficiale francese († 1808)
- 1744 - Gaspar Melchor de Jovellanos, politico, scrittore e filosofo spagnolo († 1811)
- 1745 - Francis Willis, politico statunitense († 1829)
- 1746 - Pasquale Navone, scultore italiano († 1791)
- 1751 - Salvatore Palazzotto, imprenditore italiano († 1824)
- 1754 - Columbano Giovanni Battista Carlo Gaspare Chiaverotti, arcivescovo cattolico italiano († 1831)
- 1754 - Melchor Aymerich, militare spagnolo († 1836)
- 1759 - Jacques Cathelineau, generale francese († 1793)
- 1762 - Constanze Weber, tedesca († 1842)
- 1767 - Anne-Louis Girodet de Roussy-Trioson, pittore, illustratore e incisore francese († 1824)
- 1767 - Jean-Baptiste Say, economista francese († 1832)
- 1768 - Mangkunegara II, sovrano indonesiano († 1836)
- 1768 - Ignazio Montemagno, vescovo cattolico italiano († 1839)
- 1772 - Alexander Molinari, pittore tedesco († 1831)
- 1773 - Richard Heber, filologo inglese († 1833)
- 1778 - Zebulon Pike, militare e esploratore statunitense († 1813)
- 1778 - Fortunato Santini, presbitero, compositore e collezionista d'arte italiano († 1861)
- 1779 - Stephen Decatur, ammiraglio statunitense († 1820)
- 1780 - Claire-Élisabeth Gravier de Vergennes, scrittrice e nobile francese († 1821)
- 1780 - Vasilij Petrovič Obolenskij, generale russo († 1834)
- 1780 - Camille Alphonse Trézel, generale francese († 1860)
- 1782 - Robert Morrison, missionario, sinologo e lessicografo britannico († 1834)
- 1785 - Nicola Santangelo, politico italiano († 1851)
- 1786 - Vincenzo Borelli, patriota italiano († 1831)
- 1786 - Thomas Nuttall, botanico e zoologo britannico († 1859)
- 1788 - Caspar Ett, organista e compositore tedesco († 1847)
- 1790 - Stefano Marianini, fisico italiano († 1866)
- 1790 - Melchor Múzquiz, generale e politico messicano († 1844)
- 1794 - Edmund Ruffin, agronomo, attivista e militare statunitense († 1865)
- 1795 - Ferdinand-François Châtel, prete francese († 1857)
- 1795 - Justus Hecker, medico tedesco († 1850)
- 1797 - Eduard Vogel von Falckenstein, generale prussiano († 1885)
- 1798 - David Macbeth Moir, scrittore, poeta e medico scozzese († 1851)
- 1800 - Giorgio Doria, politico italiano († 1878)

## XIX secolo(156)
- 1804 - Michelangelo Boni, architetto italiano († 1858)
- 1805 - Galeazzo Frigerio, militare e geografo italiano († 1891)
- 1807 - Elizabeth Pease Nichol, attivista britannica († 1897)
- 1808 - Muhammad Shah Qajar, sovrano persiano († 1848)
- 1808 - Giuseppe Rizzardi Polini, architetto italiano († 1881)
- 1812 - Giorgio Briano, scrittore e giornalista italiano († 1874)
- 1813 - Carlo Cristofori, cardinale italiano († 1891)
- 1813 - Adrien de Lavalette, imprenditore francese († 1886)
- 1814 - Melchor Ocampo, politico, giurista e scienziato messicano († 1861)
- 1818 - Giuseppe Ameglio, politico italiano († 1881)
- 1818 - Mary Elizabeth Barber, naturalista, entomologa e botanica britannica († 1899)
- 1818 - Angelo Leosini, scrittore e storico italiano († 1881)
- 1819 - Leonard James Farwell, politico statunitense († 1889)
- 1820 - James Maitland Balfour, politico scozzese († 1856)
- 1823 - José María Iglesias, politico messicano († 1891)
- 1824 - Tito Sarrocchi, scultore italiano († 1900)
- 1825 - Augusto Michelacci, medico italiano († 1888)
- 1826 - Wilhelm Busch, chirurgo tedesco († 1881)
- 1826 - Teresa Filangieri Fieschi Ravaschieri, filantropa e scrittrice italiana († 1903)
- 1826 - Alfred Vulpian, neurologo e fisiologo francese († 1887)
- 1827 - Antonio Maria Grasselli, religioso, teologo e arcivescovo cattolico italiano († 1919)
- 1833 - Sophus Bugge, filologo e linguista norvegese († 1907)
- 1833 - Francesco Schupfer, giurista e politico italiano († 1925)
- 1835 - Olympia Brown, pastora protestante e attivista statunitense († 1926)
- 1838 - Camille Jordan, matematico francese († 1922)
- 1839 - Nikolaj Linevič, militare russo († 1908)
- 1839 - Nicolás de Piérola, politico peruviano († 1913)
- 1841 - Shlomo Eliyashiv, rabbino e religioso lituano († 1926)
- 1841 - Hermann Heinrich Howaldt, scultore tedesco († 1891)
- 1842 - Karl Oswald Victor Engler, chimico tedesco († 1925)
- 1843 - Victor Brooke, naturalista britannico († 1891)
- 1843 - Ippolito De Cristofaro, politico italiano († 1905)
- 1844 - Achille Coen, storico italiano († 1921)
- 1844 - Giovanni Battista Quadrone, pittore italiano († 1898)
- 1846 - Mariam Baouardy, religiosa palestinese († 1878)
- 1846 - Rudolf Christoph Eucken, filosofo e scrittore tedesco († 1926)
- 1847 - Oku Yasukata, militare giapponese († 1930)
- 1848 - Siegfried Popper, ammiraglio e ingegnere austro-ungarico († 1933)
- 1849 - Urbano Nono, scultore italiano († 1925)
- 1849 - Sam Steele, militare canadese († 1919)
- 1851 - Pasquale Celommi, pittore italiano († 1928)
- 1852 - Giovanni Gasperini, prefetto italiano († 1927)
- 1853 - George Roux, artista e illustratore francese († 1929)
- 1854 - Emmanuel Bénézit, gallerista e storico dell'arte francese († 1920)
- 1855 - King Camp Gillette, imprenditore e inventore statunitense († 1932)
- 1856 - Léon-Maxime Faivre, pittore francese († 1941)
- 1857 - David Bispham, baritono statunitense († 1921)
- 1858 - Lucien-Leon Guillaume Lambert, pianista, compositore e arrangiatore francese († 1945)
- 1858 - Ida Pilotto Sottini, educatrice italiana († 1951)
- 1859 - DeWitt Bristol Brace, fisico statunitense († 1905)
- 1859 - Ettore Mambretti, generale italiano († 1948)
- 1860 - Luigi Cima, pittore italiano († 1944)
- 1861 - Gaston Deschamps, archeologo, scrittore e giornalista francese († 1931)
- 1863 - Konstantin Sergeevič Stanislavskij, attore, regista teatrale e insegnante russo († 1938)
- 1864 - Ban Johnson, dirigente sportivo statunitense († 1931)
- 1865 - Clotilde García del Castillo, spagnola († 1929)
- 1866 - António Maria Baptista, politico portoghese († 1920)
- 1866 - Dīmītrios Gounarīs, politico greco († 1922)
- 1868 - Edward Garnett, scrittore e critico letterario inglese († 1937)
- 1869 - Osmond Brock, ammiraglio inglese († 1947)
- 1870 - Eugénie-Emilie Juliette Folville, pianista, violinista e docente belga († 1946)
- 1870 - Albert Glandaz, velista francese († 1943)
- 1870 - Ella Harper, circense statunitense († 1921)
- 1870 - Hermann Helms, scacchista e giornalista statunitense († 1963)
- 1871 - Arthur Bernède, scrittore e sceneggiatore francese († 1937)
- 1871 - Federigo Enriques, matematico, storico della scienza e filosofo italiano († 1946)
- 1871 - Gino Fano, matematico italiano († 1952)
- 1872 - Carl Magee, avvocato e editore statunitense († 1946)
- 1873 - Antonio Graziadei, economista e politico italiano († 1953)
- 1873 - Giovanni Lorenzoni, economista e sociologo italiano († 1944)
- 1874 - Joseph Erlanger, medico statunitense († 1965)
- 1874 - Ines Oddone, sindacalista e giornalista italiana († 1914)
- 1874 - Alessandro Tasca, politico italiano († 1943)
- 1875 - Raffaello Bertieri, editore, designer e tipografo italiano († 1941)
- 1875 - Stuart Blackton, regista, produttore cinematografico e attore britannico († 1941)
- 1875 - Otto Boehnke, ginnasta e multiplista statunitense († 1950)
- 1875 - Agide Jacchia, flautista, compositore e direttore d'orchestra italiano († 1932)
- 1876 - Konrad Adenauer, politico tedesco († 1967)
- 1876 - William J. Hale, chimico e biologo statunitense († 1955)
- 1876 - Ernest Jaspar, architetto belga († 1940)
- 1878 - Giovanni Cosattini, avvocato e politico italiano († 1954)
- 1878 - Giovanni Oriolo, prefetto e politico italiano († 1954)
- 1878 - Nelly Roussel, attivista francese († 1922)
- 1879 - Hans Eppinger, medico austriaco († 1946)
- 1879 - Charles Daniel White, vescovo cattolico statunitense († 1955)
- 1880 - Nikolaj Karlovič Metner, compositore e pianista russo († 1951)
- 1881 - Élie Bourgois, ginnasta francese († 1946)
- 1881 - Pablo Gargallo, scultore spagnolo († 1934)
- 1881 - David Hammond, pallanuotista e nuotatore statunitense († 1940)
- 1881 - Giovanni Vecchi, generale italiano
- 1881 - Paul Arnold Walty, calciatore svizzero († 1969)
- 1882 - Henry Burr, cantante canadese († 1941)
- 1883 - Bert Drury, ginnasta britannico († 1936)
- 1883 - Giuseppe Frola, storico e giurista italiano († 1917)
- 1883 - Karl Mayr, militare tedesco († 1945)
- 1883 - Döme Sztójay, generale, diplomatico e politico ungherese († 1946)
- 1884 - Arnaud Denjoy, matematico francese († 1974)
- 1884 - Giuseppe Fatini, scrittore italiano († 1963)
- 1884 - Roy Gardner, criminale statunitense († 1940)
- 1885 - Fernand de Montigny, architetto, schermidore e hockeista su prato belga († 1974)
- 1886 - Vittorino Gervasio, imprenditore, dirigente d'azienda e politico italiano († 1969)
- 1886 - Francesco Maggini, filologo e critico letterario italiano († 1964)
- 1886 - Renato Paresce, pittore e scrittore italiano († 1937)
- 1887 - Jo van Gastel, arciere olandese († 1969)
- 1887 - Clifford Gray, scrittore e attore britannico († 1941)
- 1887 - Courtney Hodges, generale statunitense († 1966)
- 1887 - Heinrich Retschury, calciatore austriaco († 1944)
- 1888 - Fritz Förderer, calciatore tedesco († 1952)
- 1888 - Anton Harapi, religioso, politico e scrittore albanese († 1946)
- 1888 - Rosa Zagnoni Marinoni, scrittrice e poetessa italiana († 1970)
- 1889 - Giuseppe Donati, giornalista e politico italiano († 1931)
- 1889 - Fusatarō Teshima, generale giapponese († 1979)
- 1889 - Carlos Tomás Wilson, calciatore argentino († 1952)
- 1890 - Ermanno Amicucci, politico e giornalista italiano († 1955)
- 1890 - Hermann von Hanneken, generale tedesco († 1981)
- 1890 - Ada Michlstaedter Marchesini, italiana († 1944)
- 1890 - Cora Witherspoon, attrice statunitense († 1957)
- 1891 - Sidney Cross, ginnasta britannico († 1964)
- 1891 - Lilian Lenton, ballerina e attivista britannica († 1972)
- 1891 - Arthur Mandler, compositore di scacchi cecoslovacco († 1971)
- 1892 - Francesca Bertini, attrice italiana († 1985)
- 1892 - John Johnsen, nuotatore norvegese († 1984)
- 1892 - Agnes von Kurowsky, infermiera statunitense († 1984)
- 1892 - Viggo Malmqvist, calciatore danese († 1913)
- 1892 - Silvio Ruberti, calciatore italiano
- 1893 - Spencer Gordon Bennet, regista cinematografico statunitense († 1987)
- 1893 - Elizabeth Cotten, cantante, musicista e compositrice statunitense († 1987)
- 1893 - Bryan Joseph McEntegart, arcivescovo cattolico statunitense († 1968)
- 1893 - Joost Schmidt, tipografo e pittore tedesco († 1948)
- 1893 - Madame Yevonde, fotografa britannica († 1975)
- 1893 - Paramahansa Yogananda, filosofo, mistico e scrittore indiano († 1952)
- 1894 - Alfredo Conti, avvocato e politico italiano († 1978)
- 1894 - Giuseppe Maceratini, generale e aviatore italiano
- 1894 - Alberto Riccoboni, architetto e storico dell'arte italiano († 1973)
- 1895 - Sybille Binder, attrice austriaca († 1962)
- 1895 - Salvatore Cambosu, scrittore e giornalista italiano († 1962)
- 1895 - Rebecca Lancefield, microbiologa statunitense († 1981)
- 1895 - Benigno Dalmazzo, calciatore italiano († 1916)
- 1895 - William Dzus, ingegnere ucraino († 1964)
- 1895 - Alberto Massimino, ingegnere italiano († 1975)
- 1895 - A. Edward Sutherland, regista, attore e produttore cinematografico statunitense († 1973)
- 1896 - Marian Ainslee, sceneggiatrice statunitense († 1966)
- 1896 - Joe Ball, serial killer statunitense († 1938)
- 1896 - Wilhelm Klemm, chimico tedesco († 1985)
- 1896 - Erwin Puschner, calciatore e allenatore di calcio austriaco († 1966)
- 1897 - Dragutin Friedrich, calciatore jugoslavo († 1980)
- 1897 - Katherine Perry, attrice statunitense († 1983)
- 1898 - Antonio Cassitta, politico italiano († 1971)
- 1898 - Carlo Duse, attore, regista e sceneggiatore italiano († 1956)
- 1898 - Evdokija di Bulgaria, principessa bulgara († 1985)
- 1899 - Francesco Bellini, prefetto e politico italiano († 1989)
- 1899 - Joe Bernstein, giocatore di poker statunitense († 1975)
- 1899 - Edoardo Chieppi, calciatore italiano
- 1899 - Ruggero Gerlin, clavicembalista, pianista e compositore italiano († 1983)
- 1900 - Michele Abati, mafioso italiano († 1962)
- 1900 - Yves Tanguy, pittore francese († 1955)

## XX secolo(1001)
- 1901 - Alvaro Ciabatti, calciatore italiano
- 1901 - Tommy Cook, calciatore, allenatore di calcio e crickettista inglese († 1950)
- 1901 - František Faltus, ingegnere ceco († 1989)
- 1901 - Branimir Porobić, calciatore jugoslavo († 1952)
- 1902 - Hubert Beuve-Méry, giornalista francese († 1989)
- 1902 - Myrtle Cook, velocista canadese († 1985)
- 1902 - Stella Gibbons, scrittrice, giornalista e poetessa britannica († 1989)
- 1902 - Wsiewołod Jakimiuk, ingegnere ucraino († 1991)
- 1902 - Maruja Mallo, pittrice spagnola († 1995)
- 1902 - Vera Slonim, traduttrice russa († 1991)
- 1902 - Adolfo Zumelzú, calciatore argentino († 1973)
- 1903 - Bruno Catarzi, scultore e incisore italiano († 1996)
- 1903 - Ugo De Mercurio, avvocato e politico italiano († 1988)
- 1903 - Harold Charles Gatty, aviatore e scrittore australiano († 1957)
- 1903 - Ettore Meini, ciclista su strada italiano († 1961)
- 1903 - Eduardo Sainz de la Maza, chitarrista e compositore spagnolo († 1982)
- 1904 - Miguel Capuccini, calciatore uruguaiano († 1980)
- 1904 - Erika Morini, violinista austriaca († 1995)
- 1905 - Angelo Bedini, calciatore italiano († 1984)
- 1905 - Roland Caillaux, disegnatore e attore francese († 1977)
- 1905 - Silvestre Cuffaro, scultore e politico italiano († 1975)
- 1905 - Mafalda Favero, soprano italiano († 1981)
- 1905 - Michele Navarra, mafioso italiano († 1958)
- 1905 - Richard Pefferle, scenografo statunitense († 1969)
- 1905 - Francesco Pomi, calciatore italiano († 1984)
- 1905 - Vladimir Solomonovič Pozner, scrittore francese († 1992)
- 1906 - Leone Cattani, avvocato e politico italiano († 1980)
- 1906 - Pavel Vladimirovič Cybin, ingegnere sovietico († 1992)
- 1906 - Manuel Fonseca e Castro, calciatore portoghese
- 1906 - Kathleen Kenyon, archeologa britannica († 1978)
- 1906 - Giovanni Perlingieri, avvocato e politico italiano († 1972)
- 1906 - Donald Randolph, attore statunitense († 1993)
- 1906 - Kazem Shariatmadari, personalità religiosa iraniano († 1986)
- 1907 - Fernand Bettens, pallanuotista belga
- 1907 - Alejandro González Roig, cestista e allenatore di pallacanestro uruguaiano († 1979)
- 1907 - Volmari Iso-Hollo, siepista e mezzofondista finlandese († 1969)
- 1907 - John Riley Kane, militare e aviatore statunitense († 1996)
- 1907 - Rod Riffler, ballerino croato († 1941)
- 1907 - Ignazio Stella, pugile italiano († 1977)
- 1908 - George Dolenz, attore statunitense († 1963)
- 1908 - Johann Hoffmann, calciatore austriaco († 1970)
- 1908 - Paul Lambert, pallanuotista francese († 1996)
- 1908 - Jirō Satō, tennista giapponese († 1934)
- 1909 - Stephen Kleene, matematico statunitense († 1994)
- 1909 - Ileana di Romania, principessa rumena († 1991)
- 1909 - Justo Suárez, pugile argentino († 1938)
- 1910 - Elena Borgo, attrice italiana († 1981)
- 1910 - Angelo Faggiotto, calciatore italiano
- 1910 - Jack Lovelock, mezzofondista e medico neozelandese († 1949)
- 1910 - Jan Scholte, pallanuotista olandese († 1976)
- 1911 - Jean-Pierre Aumont, attore francese († 2001)
- 1911 - Friedl Däuber, sciatore alpino tedesco († 1997)
- 1911 - Cesidio Guazzaroni, diplomatico italiano († 2004)
- 1912 - Rodolfo Amprino, medico italiano († 2007)
- 1913 - Gunnar Andreassen, calciatore norvegese († 2002)
- 1913 - Francesco De Vita, politico italiano († 1961)
- 1913 - Faiz Muhammad Khan Talpur II, principe indiano († 1954)
- 1913 - Jack Hannah, animatore, sceneggiatore e regista statunitense († 1994)
- 1913 - César Marcelak, ciclista su strada belga († 2005)
- 1913 - István Molnár, pallanuotista ungherese († 1983)
- 1913 - Laura Solari, attrice italiana († 1984)
- 1913 - Pierre Marie Joseph Veuillot, cardinale e arcivescovo cattolico francese († 1968)
- 1914 - Osvaldo Baldacci, geografo italiano († 2007)
- 1914 - György Bónis, giurista e storico ungherese († 1985)
- 1914 - Nicolas De Staël, pittore russo († 1955)
- 1914 - Charles Domergue, esploratore, ornitologo e erpetologo francese († 2008)
- 1914 - Germán Gómez, calciatore e allenatore di calcio spagnolo († 2004)
- 1914 - George Reeves, attore statunitense († 1959)
- 1914 - Rudolf Schnackenburg, biblista, teologo e presbitero tedesco († 2002)
- 1914 - Brunó Ferenc Straub, biochimico e politico ungherese († 1996)
- 1915 - Loring Coes Junior, chimico statunitense († 1978)
- 1915 - Lilian Hamilton Jeffery, archeologa e epigrafista britannica († 1986)
- 1915 - Jules Mathé, calciatore francese († 1995)
- 1915 - Arthur H. Robinson, geografo e cartografo canadese († 2004)
- 1915 - Alfredo Romagnoli, pittore italiano († 2008)
- 1915 - Humberto Teixeira, compositore e politico brasiliano († 1979)
- 1916 - Dobri Džurov, generale e politico bulgaro († 2002)
- 1916 - Harry Nilsson, calciatore svedese († 1993)
- 1916 - Alfred Ryder, attore statunitense († 1995)
- 1916 - Wilhelm Szewczyk, scrittore, poeta e traduttore polacco († 1991)
- 1916 - Ines Vercesi, ginnasta italiana († 1997)
- 1917 - Robert Antelme, poeta, scrittore e partigiano francese († 1990)
- 1917 - Adolfo Consolini, discobolo italiano († 1969)
- 1917 - Barbaro Lo Giudice, politico e dirigente d'azienda italiano († 2010)
- 1917 - Michele Magno, sindacalista e politico italiano († 2003)
- 1917 - Vasilij Pavlovič Mišin, matematico e ingegnere sovietico († 2001)
- 1917 - Wieland Wagner, regista teatrale e scenografo tedesco († 1966)
- 1917 - Fred Wander, scrittore austriaco († 2006)
- 1917 - Jane Wyman, attrice, cantante e ballerina statunitense († 2007)
- 1918 - Heinz Abosch, giornalista e scrittore tedesco († 1997)
- 1918 - Helmut Weitz, pittore e grafico tedesco († 1966)
- 1919 - Severino Gazzelloni, flautista italiano († 1992)
- 1919 - Jacques Laurent, scrittore e sceneggiatore francese († 2000)
- 1919 - Galliano Parigi, calciatore italiano
- 1919 - Antonio Punzi, calciatore e allenatore di calcio italiano
- 1920 - Arturo Benedetti Michelangeli, pianista italiano († 1995)
- 1920 - Egeo Broccolino, generale italiano († 2013)
- 1920 - André Simon, pilota automobilistico francese († 2012)
- 1920 - William Ward, IV conte di Dudley, nobile scozzese († 2013)
- 1921 - Friedrich Dürrenmatt, scrittore, drammaturgo e pittore svizzero († 1990)
- 1921 - Giovanni di Lussemburgo, sovrano lussemburghese († 2019)
- 1921 - Dora Marra, bibliotecaria italiana († 2012)
- 1921 - Dario Puccini, ispanista, traduttore e critico letterario italiano († 1997)
- 1921 - Renato Roberti, presbitero e partigiano italiano († 1997)
- 1921 - Norman Robinson, calciatore inglese († 1990)
- 1921 - Eva-Maria Voigt, filologa classica tedesca († 2013)
- 1922 - Egiziano Bertolucci, calciatore italiano († 2009)
- 1922 - Aleksej Guščin, tiratore a segno sovietico († 1986)
- 1922 - Gustaf Jansson, maratoneta svedese († 2012)
- 1922 - Dave Latter, cestista statunitense († 2000)
- 1922 - Attilio Marazzini, calciatore italiano
- 1922 - Maria Michetti, partigiana e politica italiana († 2007)
- 1922 - George Munroe, cestista statunitense († 2014)
- 1922 - Celestino Piatti, illustratore, pittore e designer svizzero († 2007)
- 1923 - Giuseppe Brolis, dirigente sportivo italiano († 2005)
- 1923 - Virginia Halas McCaskey, dirigente d'azienda statunitense († 2025)
- 1923 - Norberto Méndez, calciatore argentino († 1998)
- 1923 - Nat Neujean, scultore belga († 2018)
- 1923 - Sam Phillips, imprenditore, produttore discografico e disc jockey statunitense († 2003)
- 1924 - Dan Sturkie, attore e doppiatore statunitense († 1992)
- 1924 - Beatrice Winde, attrice statunitense († 2004)
- 1925 - Bruno Amaducci, direttore d'orchestra e musicista svizzero († 2019)
- 1925 - Lou Carnesecca, allenatore di pallacanestro e dirigente sportivo statunitense († 2024)
- 1925 - Cesare Cenci, storico, teologo e presbitero italiano († 2010)
- 1925 - Marcello Costalunga, arcivescovo cattolico italiano († 2010)
- 1925 - Molly Malone Cook, fotografa statunitense († 2005)
- 1925 - Ennio Mastrostefano, giornalista italiano († 1992)
- 1925 - Jean-Claude Michel, attore e doppiatore francese († 1999)
- 1925 - Juan Negri, calciatore cileno († 2015)
- 1925 - Jean-Paul Roux, storico, turcologo e islamista francese († 2009)
- 1926 - Nate DeLong, cestista e allenatore di pallacanestro statunitense († 2010)
- 1926 - Veikko Karvonen, maratoneta finlandese († 2007)
- 1926 - W. D. Snodgrass, poeta statunitense († 2009)
- 1926 - Siegfried Wolf, calciatore tedesco orientale († 2017)
- 1926 - Buddy Young, giocatore di football americano statunitense († 1983)
- 1927 - Joker Arroyo, politico, avvocato e attivista filippino († 2015)
- 1927 - Roberto Colombo, pilota motociclistico italiano († 1957)
- 1927 - Nicla Di Bruno, cantante italiana († 1997)
- 1927 - Dieter Henrich, filosofo tedesco († 2022)
- 1927 - Giorgio Milani, politico, partigiano e sindacalista italiano († 2005)
- 1927 - Margaret Marley Modlin, pittrice, scultrice e fotografa statunitense († 1998)
- 1927 - Pietro Pinna, attivista italiano († 2016)
- 1927 - Medhat Youssef, cestista egiziano († 2001)
- 1928 - Fred Glover, hockeista su ghiaccio, allenatore di hockey su ghiaccio e dirigente sportivo canadese († 2001)
- 1928 - Gino Macconi, pittore italiano († 1999)
- 1928 - Walter Mondale, politico e diplomatico statunitense († 2021)
- 1928 - Qian Qichen, diplomatico e politico cinese († 2017)
- 1928 - Liliana Renzi, pianista italiana († 2012)
- 1928 - Zulfiqar Ali Bhutto, politico pakistano († 1979)
- 1928 - Sultan bin 'Abd al-'Aziz Al Sa'ud, principe e politico saudita († 2011)
- 1929 - Alf Ackerman, allenatore di calcio e calciatore sudafricano († 1988)
- 1929 - Walter Brandmüller, cardinale, arcivescovo cattolico e storico tedesco
- 1929 - Vladimir Sergeevič Byčkov, regista sovietico († 2004)
- 1929 - Edda Ducci, filosofa italiana († 2007)
- 1929 - Ignacio Garate, calciatore spagnolo († 2007)
- 1929 - Wilbert Harrison, cantante e musicista statunitense († 1994)
- 1929 - Alex Jany, nuotatore e pallanuotista francese († 2001)
- 1929 - Jack Kiley, cestista statunitense († 1982)
- 1929 - Olavi Lahtinen, cestista e calciatore finlandese († 1965)
- 1929 - Robert K. Massie, storico, saggista e biografo statunitense († 2019)
- 1929 - Aulis Rytkönen, calciatore e allenatore di calcio finlandese († 2014)
- 1930 - Savkuz Dzarasov, lottatore sovietico († 1990)
- 1930 - Paul Gemperli, avvocato, politico e militare svizzero († 2015)
- 1930 - Ed Givens, astronauta statunitense († 1967)
- 1930 - Jan Lebenstein, pittore polacco († 1999)
- 1930 - Umberto Marcato, cantante italiano († 2024)
- 1930 - Renato Martini, ex calciatore italiano
- 1930 - Maynard Solomon, musicologo, saggista e produttore discografico statunitense († 2020)
- 1930 - Giuseppe Tallini, matematico italiano († 1995)
- 1930 - Vittorio Vaccarella, militare italiano († 1970)
- 1931 - Alvin Ailey, ballerino e coreografo statunitense († 1989)
- 1931 - Loris Bazzocchi, attore italiano
- 1931 - Leonardo Botta, attore italiano († 2019)
- 1931 - Alfred Brendel, pianista e poeta austriaco († 2025)
- 1931 - Walt Davis, altista e cestista statunitense († 2020)
- 1931 - Robert Duvall, attore, regista e sceneggiatore statunitense
- 1931 - Juan Goytisolo, scrittore spagnolo († 2017)
- 1931 - Percy Schmeiser, agricoltore canadese († 2020)
- 1932 - Johnny Adams, cantante statunitense († 1998)
- 1932 - Umberto Eco, semiologo, filosofo e scrittore italiano († 2016)
- 1932 - Erminio Ardigò, fumettista italiano († 2004)
- 1932 - Bill Foulkes, calciatore e allenatore di calcio inglese († 2013)
- 1932 - Frank Layden, allenatore di pallacanestro e dirigente sportivo statunitense († 2025)
- 1932 - Chuck Noll, giocatore di football americano e allenatore di football americano statunitense († 2014)
- 1932 - Arnaldo Santoro, autore televisivo italiano († 1995)
- 1932 - Raisa Maksimovna Gorbačëva, filosofa sovietica († 1999)
- 1932 - Javier Valle Riestra, politico e avvocato peruviano († 2024)
- 1933 - Emilio Conciatori, artista e pittore italiano († 2017)
- 1933 - Derek Johnson, mezzofondista e velocista britannico († 2004)
- 1933 - Luciano Nizzola, dirigente sportivo e avvocato italiano († 2022)
- 1934 - Carmelo Ciccia, italianista, saggista e critico letterario italiano
- 1934 - Mauro Favilla, politico italiano († 2021)
- 1934 - Eddy Pieters Graafland, calciatore olandese († 2020)
- 1934 - Phil Ramone, produttore discografico, violinista e compositore statunitense († 2013)
- 1934 - Marisa Rusconi, scrittrice e giornalista italiana († 1999)
- 1935 - Marcel Adamczyk, calciatore francese († 2023)
- 1935 - Bizyaagiin Dashgai, ex biatleta e fondista mongolo
- 1935 - Ursicin Gion Gieli Derungs, teologo, filosofo e scrittore svizzero († 2024)
- 1935 - John Hemming, esploratore e scrittore canadese
- 1935 - Angelo Ruggeri, calciatore italiano († 2019)
- 1935 - David Ryall, attore inglese († 2014)
- 1936 - Pavel Oganezovič Arsenov, regista sovietico († 1999)
- 1936 - Birago Balzano, fumettista italiano († 2022)
- 1936 - Carlo Grazioli, politico italiano († 2017)
- 1936 - Marcel Loncle, ex calciatore francese
- 1936 - Dolo Mistone, calciatore italiano († 2019)
- 1936 - Licínio Rangel, vescovo cattolico brasiliano († 2002)
- 1936 - Yves Sillard, ingegnere e aviatore francese († 2023)
- 1936 - Peppino De Luca, trombonista, direttore d'orchestra e compositore italiano († 1974)
- 1937 - Gabriel Borra, ciclista su strada belga († 2019)
- 1937 - Antonio Mario Innamorato, politico italiano († 2018)
- 1937 - Irwin Schiff, imprenditore statunitense († 1987)
- 1937 - Benito Venturini, ciclista su strada italiano († 2003)
- 1937 - Alfonso Vitale, compositore, teorico della musica e religioso italiano († 2018)
- 1938 - E.J. Holub, giocatore di football americano statunitense († 2019)
- 1938 - Juan Carlos I di Spagna, sovrano spagnolo
- 1938 - Piet Kruiver, calciatore olandese († 1989)
- 1938 - Jim Otto, giocatore di football americano statunitense († 2024)
- 1938 - Eberhard Pfisterer, ex calciatore tedesco
- 1938 - Ngugi wa Thiong'o, scrittore, poeta e drammaturgo keniota († 2025)
- 1938 - Christine Wodetzky, attrice tedesca († 2004)
- 1939 - Alberto Chiarini, pittore italiano († 1988)
- 1939 - Cláudio Coutinho, allenatore di calcio brasiliano († 1981)
- 1939 - Guido Gay, ingegnere, inventore e imprenditore italiano
- 1939 - Árpád Glatz, cestista e allenatore di pallacanestro ungherese († 2000)
- 1939 - Guillermo Lorenzo, ex calciatore argentino
- 1939 - Alfonso Milián Sorribas, vescovo cattolico spagnolo († 2020)
- 1939 - Bridget Parker, cavallerizza britannica
- 1940 - José Antonio Gasca, ex calciatore spagnolo
- 1940 - Athol Guy, musicista, politico e pubblicitario australiano
- 1940 - Veikko Kankkonen, ex saltatore con gli sci finlandese
- 1940 - Vojislav Melić, calciatore jugoslavo († 2006)
- 1940 - Michael O'Donoghue, sceneggiatore, umorista e attore statunitense († 1994)
- 1941 - Mario Boselli, imprenditore e dirigente d'azienda italiano
- 1941 - Kevin Keelan, ex calciatore inglese
- 1941 - Chuck McKinley, tennista statunitense († 1986)
- 1941 - Hayao Miyazaki, regista, sceneggiatore e animatore giapponese
- 1941 - Mansoor Ali Khan Pataudi, crickettista indiano († 2011)
- 1941 - Bruno Schettino, arcivescovo cattolico italiano († 2012)
- 1941 - Abune Mathias, arcivescovo cristiano orientale etiope
- 1942 - Ozren Bonačić, allenatore di pallanuoto e ex pallanuotista jugoslavo
- 1942 - Jaber Al-Mubarak Al-Hamad Al-Sabah, politico kuwaitiano († 2024)
- 1942 - Hans-Peter Joisten, pilota automobilistico tedesco († 1973)
- 1942 - Ferenc Kiss, lottatore ungherese († 2015)
- 1942 - Ernst Meincke, attore e doppiatore tedesco
- 1942 - Maurizio Pollini, pianista e direttore d'orchestra italiano († 2024)
- 1942 - Charlie Rose, giornalista e conduttore televisivo statunitense
- 1942 - Dany Saval, attrice francese
- 1943 - Enrico Albrigi, ex calciatore italiano
- 1943 - John Brenneman, ex hockeista su ghiaccio canadese
- 1943 - Augusto Chizzoli, fumettista italiano († 1994)
- 1943 - Mario Fabbrocino, mafioso italiano († 2019)
- 1943 - Luigi Ghirri, fotografo italiano († 1992)
- 1943 - Murtaz Khurtsilava, allenatore di calcio e ex calciatore sovietico
- 1943 - Billy McDerment, ex calciatore scozzese
- 1943 - Ferenc Medvigy, calciatore sovietico († 1997)
- 1943 - Peter Phan, teologo vietnamita
- 1943 - Franco Piperno, attivista e saggista italiano († 2025)
- 1943 - Ramón Sampedro, scrittore spagnolo († 1998)
- 1943 - Carolyn Schuler, nuotatrice statunitense († 2024)
- 1943 - Paulo Henrique Souza de Oliveira, ex calciatore brasiliano
- 1944 - Dick Clark, cestista statunitense († 1988)
- 1944 - Ivan Cooper, politico e attivista britannico († 2019)
- 1944 - Eystein Eggen, scrittore e sociologo norvegese († 2010)
- 1944 - Neil Ellett, ex calciatore canadese
- 1944 - Giorgio Favaro, ciclista su strada italiano († 2002)
- 1944 - Franco Ferrini, sceneggiatore e regista italiano
- 1944 - Jo-Ann Kelly, cantante e chitarrista inglese († 1990)
- 1944 - Zygfryd Kuchta, ex pallamanista polacco
- 1944 - Carolyn McCarthy, politica statunitense († 2025)
- 1944 - Ed Rendell, politico statunitense
- 1944 - Wayne Rutledge, hockeista su ghiaccio canadese († 2004)
- 1944 - Jan de Vries, pilota motociclistico olandese († 2021)
- 1945 - Don Ed Hardy, artista statunitense
- 1945 - Joël Mercier, arcivescovo cattolico francese
- 1945 - Constantin Radu, calciatore rumeno († 2020)
- 1945 - José Luis Romero, allenatore di calcio e ex calciatore spagnolo
- 1945 - Lynn Schenk, politica e avvocato statunitense
- 1945 - Roger Spottiswoode, regista e montatore canadese
- 1945 - Cal Taormina, pianista e arrangiatore italiano († 2020)
- 1945 - Franco Tentorio, politico italiano
- 1945 - Sam Wyche, giocatore di football americano e allenatore di football americano statunitense († 2020)
- 1946 - Diane Keaton, attrice, produttrice cinematografica e regista statunitense
- 1946 - Lina Mangiacapre, artista, scrittrice e regista italiana († 2002)
- 1946 - Giuseppe Materazzi, ex calciatore, allenatore di calcio e dirigente sportivo italiano
- 1946 - Principe Tomohito di Mikasa, principe giapponese († 2012)
- 1946 - Mario Zenari, cardinale e arcivescovo cattolico italiano
- 1947 - Mike DeWine, politico statunitense
- 1947 - Alan Hamlyn, ex calciatore inglese
- 1947 - Emmanuel Koum, calciatore camerunese († 2008)
- 1947 - Rita Kühne, ex velocista tedesca
- 1947 - Mercury Morris, giocatore di football americano statunitense († 2024)
- 1947 - Rick Mount, ex cestista statunitense
- 1947 - Draško Prodanović, allenatore di pallacanestro bosniaco
- 1947 - Saskia Sassen, sociologa e economista statunitense
- 1947 - Kathrine Switzer, maratoneta e attivista statunitense
- 1947 - Joachim Vobbe, vescovo vetero-cattolico tedesco († 2017)
- 1947 - Herman te Riele, matematico olandese
- 1948 - Jean-François Beltramini, calciatore francese († 2014)
- 1948 - Giuseppe Bernardis, generale e aviatore italiano
- 1948 - Peppino Impastato, giornalista, conduttore radiofonico e attivista italiano († 1978)
- 1948 - Ted Lange, attore statunitense
- 1948 - František Václav Lobkowicz, vescovo cattolico ceco († 2022)
- 1948 - Miklós Perényi, violoncellista ungherese
- 1949 - Erich Buck, ex danzatore su ghiaccio tedesco
- 1949 - Wilhelmenia Fernandez, attrice e soprano statunitense († 2024)
- 1949 - Franco Grotto, politico italiano
- 1949 - Ronald F. Maxwell, regista, produttore televisivo e sceneggiatore statunitense
- 1949 - Francesco Mengozzi, dirigente d'azienda e dirigente pubblico italiano
- 1949 - Vincenzo Milioto, politico italiano
- 1949 - Anne-Marie Lizin, politica belga († 2015)
- 1949 - Zhang Ruimin, imprenditore cinese
- 1950 - Nikolaj Abramov, calciatore sovietico († 2005)
- 1950 - Ulrich Bächli, bobbista svizzero
- 1950 - Ioan Petru Culianu, storico delle religioni, scrittore e filosofo romeno († 1991)
- 1950 - Lolita, cantante italiana († 1986)
- 1950 - John Manley, politico canadese
- 1950 - Darioush Mohammadi, pallanuotista iraniano
- 1950 - Chris Stein, chitarrista e compositore statunitense
- 1950 - Krzysztof Wielicki, alpinista polacco
- 1951 - Roberto Benincasa, ex calciatore italiano
- 1951 - Jean-Paul Curnier, filosofo e saggista francese († 2017)
- 1951 - Christian De Sica, attore, comico e cantante italiano
- 1951 - Orlando De Toni, hockeista su ghiaccio italiano († 2015)
- 1951 - Ivano Fanini, imprenditore e dirigente sportivo italiano
- 1951 - Carlo Gigli, cantautore italiano
- 1951 - Paul Gilchrist, ex calciatore inglese
- 1951 - Gary Jones, ex calciatore inglese
- 1951 - Antonio Enrico Monteleone, militare italiano († 1985)
- 1951 - Augusto Perfetti, imprenditore italiano
- 1951 - Kazuko Sawamatsu, ex tennista giapponese
- 1951 - Fausto Tardelli, vescovo cattolico italiano
- 1952 - Nick Borgen, cantante, musicista e paroliere norvegese
- 1952 - Sergio D'Elia, politico, attivista e ex terrorista italiano
- 1952 - Ivan Dvornyj, cestista sovietico († 2015)
- 1952 - Chan Gailey, allenatore di football americano statunitense
- 1952 - Uli Hoeneß, dirigente sportivo e ex calciatore tedesco
- 1952 - Michèle Jacot, ex sciatrice alpina francese
- 1952 - Frank Richter, ex calciatore tedesco orientale
- 1952 - Johan Sætre, ex saltatore con gli sci norvegese
- 1952 - Patrick Strzoda, politico francese
- 1952 - Chicco Testa, dirigente d'azienda e ex politico italiano
- 1952 - Leif Øgaard, scacchista norvegese
- 1953 - Mark Blackburn, numismatico britannico († 2011)
- 1953 - Giancarlo D'Astoli, allenatore di calcio e ex calciatore italiano
- 1953 - Gianluigi Di Franco, musicista italiano († 2005)
- 1953 - Gustav Hraška, ex cestista cecoslovacco
- 1953 - Kim Dong-gwang, ex cestista e allenatore di pallacanestro sudcoreano
- 1953 - Pamela Sue Martin, attrice statunitense
- 1953 - Nolberto Molina, ex calciatore colombiano
- 1953 - Dwight Muhammad Qawi, pugile statunitense († 2025)
- 1953 - Tony Tan Caktiong, imprenditore cinese
- 1953 - George Tenet, agente segreto statunitense
- 1953 - Paul Wertico, batterista statunitense
- 1953 - Halina Wyka, ex cestista polacca
- 1954 - Abdullatif Abdulhamid, regista e sceneggiatore siriano († 2024)
- 1954 - Michel Bensoussan, ex calciatore francese
- 1954 - Don Bitterlich, giocatore di football americano statunitense
- 1954 - José Ornelas Carvalho, vescovo cattolico portoghese
- 1954 - Jim Catania, batterista statunitense
- 1954 - Alex English, ex cestista, allenatore di pallacanestro e attore statunitense
- 1954 - Jan Everse, allenatore di calcio e ex calciatore olandese
- 1954 - Alvaro Gradella, attore e conduttore radiofonico italiano
- 1954 - László Krasznahorkai, scrittore e sceneggiatore ungherese
- 1955 - Mamata Banerjee, politica indiana
- 1955 - Kari Mäkinen, arcivescovo luterano finlandese
- 1955 - Adriana Ocampo, geologa colombiana
- 1955 - Miguel Ángel Ruiz García, ex calciatore spagnolo
- 1955 - Mohsen Sazegara, attivista iraniano
- 1956 - José María Bengoetxea, ex calciatore spagnolo
- 1956 - Leslie Dunner, compositore, direttore d'orchestra e clarinettista statunitense
- 1956 - Vladimir Fëdorov, calciatore sovietico († 1979)
- 1956 - Tadija Kačar, ex pugile jugoslavo
- 1956 - Peter Leitner, ex saltatore con gli sci tedesco occidentale
- 1956 - Carlo Alberto Pari, artista marziale italiano
- 1956 - Guillermo Ragazzone, ex calciatore salvadoregno
- 1956 - Wolfgang Sobotka, politico austriaco
- 1956 - Frank-Walter Steinmeier, politico tedesco
- 1957 - Maartin Allcock, violinista e tastierista britannico († 2018)
- 1957 - Karl Allgöwer, ex calciatore tedesco
- 1957 - Filadelfio Basile, politico italiano († 2010)
- 1957 - Srećko Bogdan, ex calciatore croato
- 1957 - David Fairclough, ex calciatore inglese
- 1957 - Juan Fernández Martín, ex ciclista su strada e dirigente sportivo spagnolo
- 1957 - Steve Fuller, ex giocatore di football americano statunitense
- 1957 - Nikica Klinčarski, ex calciatore jugoslavo
- 1957 - Tony Price, ex cestista statunitense
- 1957 - Robert Swenson, wrestler, attore e pugile statunitense († 1997)
- 1958 - Kim Ashfield, ex modella britannica
- 1958 - Ion Draica, ex lottatore rumeno
- 1958 - Monica Guerritore, attrice, regista e drammaturga italiana
- 1958 - Jiří Hrdina, ex hockeista su ghiaccio cecoslovacco
- 1958 - Peter Schifrin, ex schermidore statunitense
- 1958 - John Francis Sherrington, arcivescovo cattolico inglese
- 1958 - José Manuel Soria, politico e imprenditore spagnolo
- 1958 - Steve Walford, allenatore di calcio e ex calciatore inglese
- 1959 - Clancy Brown, attore e doppiatore statunitense
- 1959 - Kate Duchêne, attrice britannica
- 1959 - Guido Galperti, politico italiano
- 1959 - Kyōichi Katayama, scrittore giapponese
- 1959 - Ahmed Marei, ex cestista e allenatore di pallacanestro egiziano
- 1959 - Heidi Specogna, regista svizzera
- 1959 - Andrea Tagliasacchi, politico italiano
- 1959 - Vincenzo Tavarilli, allenatore di calcio e ex calciatore italiano
- 1959 - Giorgio Tonini, giornalista e politico italiano
- 1960 - Veselin Đuho, ex pallanuotista jugoslavo
- 1960 - David Fry, ex calciatore inglese
- 1960 - Elsebeth Gerner Nielsen, politica danese
- 1960 - Chris John, politico statunitense
- 1960 - Luis Mariano Minguela, ex calciatore spagnolo
- 1960 - Massimo Nosetti, organista, compositore e direttore d'orchestra italiano († 2013)
- 1960 - Francesco Palo, dirigente sportivo e ex calciatore italiano
- 1960 - Stefan Simonsson, ex tennista svedese
- 1960 - Hans Stanggassinger, ex slittinista tedesco occidentale
- 1960 - Glenn Strömberg, ex calciatore svedese
- 1960 - Phil Thornalley, produttore discografico, bassista e cantante inglese
- 1960 - Anton Šoch, calciatore e allenatore di calcio kazako († 2009)
- 1961 - Romano Carancini, politico italiano
- 1961 - Iris DeMent, cantautrice statunitense
- 1961 - Gilles Mas, dirigente sportivo e ex ciclista su strada francese
- 1961 - Dean Neal, ex calciatore inglese
- 1961 - Roberto Rizzato, conduttore radiofonico e giornalista italiano
- 1961 - Akihiko Saitō, militare e mercenario giapponese († 2005)
- 1962 - Carmine Abbagnale, ex canottiere italiano
- 1962 - Suzy Amis, attrice e modella statunitense
- 1962 - Fabio Bortolini, ex cestista italiano
- 1962 - David DeCoteau, regista e produttore cinematografico statunitense
- 1962 - Donatella Di Pietrantonio, scrittrice italiana
- 1962 - Abdelsalam El Ghrissi, ex calciatore marocchino
- 1962 - Carlo Ambrogio Favero, economista italiano
- 1962 - Butch Graves, ex cestista statunitense
- 1962 - Shinobu Ikeda, ex calciatore giapponese
- 1962 - Kenny Jackett, allenatore di calcio e ex calciatore gallese
- 1962 - Björn Kindlund, ex calciatore svedese
- 1962 - Rosa Sánchez, ex cestista spagnola
- 1962 - Tracy Spencer, cantante, attrice e ex modella britannica
- 1962 - Grigol Tsaava, ex calciatore georgiano
- 1962 - Geraint Williams, allenatore di calcio e ex calciatore gallese
- 1963 - Jiang Wen, attore, sceneggiatore e regista cinese
- 1963 - Leena La Bianca, ex attrice pornografica e regista statunitense
- 1963 - Ralf Loose, allenatore di calcio e ex calciatore tedesco
- 1963 - John McGregor, allenatore di calcio e ex calciatore scozzese
- 1963 - Philippe Bercovici, fumettista francese
- 1963 - Luís Carlos Winck, allenatore di calcio e ex calciatore brasiliano
- 1964 - Eduardo Borrero, allenatore di calcio colombiano
- 1964 - Jim Camazzola, allenatore di hockey su ghiaccio e ex hockeista su ghiaccio canadese
- 1964 - Samuel Chomba, calciatore zambiano († 1993)
- 1964 - Jeff Duback, allenatore di calcio e ex calciatore statunitense
- 1964 - Miguel Ángel Jiménez, golfista spagnolo
- 1964 - Tim Morrissey, ex cestista australiano
- 1964 - Joe Mullen, allenatore di calcio e ex calciatore australiano
- 1964 - Olivier Baroux, attore, regista e comico francese
- 1964 - Bernard Piekorz, ex sollevatore polacco
- 1964 - Ted Poley, cantante statunitense
- 1964 - Antonio Righetti, cantante e bassista italiano
- 1964 - Radmila Vasileva, ex cestista bulgara
- 1964 - Igor' Višneveckij, poeta e scrittore russo
- 1965 - Anita Campagnolo, cantante italiana
- 1965 - Ricky Paull Goldin, attore statunitense
- 1965 - Vinnie Jones, attore e ex calciatore gallese
- 1965 - Okday Korunan, attore, scrittore e regista teatrale turco
- 1965 - Zsolt Magyar, ex calciatore ungherese
- 1965 - Wolfgang Ospelt, ex calciatore liechtensteinese
- 1965 - José Perdomo, allenatore di calcio e ex calciatore uruguaiano
- 1965 - Sylvio Rocha, allenatore di calcio a 5 e ex giocatore di calcio a 5 brasiliano
- 1965 - Alberto Rojas, vescovo cattolico messicano
- 1965 - Rei Sakuma, doppiatrice giapponese
- 1965 - Patrik Sjöberg, ex altista svedese
- 1965 - Jill Stuart, stilista statunitense
- 1965 - Rick Tuten, giocatore di football americano statunitense († 2017)
- 1966 - Adolfo Aldana, ex calciatore spagnolo
- 1966 - Yuri Amano, doppiatrice giapponese
- 1966 - Héctor Baldassi, ex arbitro di calcio argentino
- 1966 - Matthias Blazek, giornalista e storico tedesco
- 1966 - Deborah Carthy-Deu, modella portoricana
- 1966 - Nicolangelo D'Acunto, storico italiano
- 1966 - Tananarive Due, scrittrice statunitense
- 1966 - Ray Podloski, hockeista su ghiaccio canadese († 2018)
- 1966 - Michelle Royer, modella statunitense
- 1966 - Kate Schellenbach, batterista statunitense
- 1966 - Renaldo Turnbull, ex giocatore di football americano statunitense
- 1967 - Adrian Cioroianu, politico e storico rumeno
- 1967 - Joe Flanigan, attore statunitense
- 1967 - Ferdinando Gandolfi, ex pallanuotista italiano
- 1967 - Hendrikus Lettinck, ex giocatore di calcio a 5 olandese
- 1967 - Davide Moretti, allenatore di calcio e ex calciatore italiano
- 1967 - Fredrik Nordström, produttore discografico e chitarrista svedese
- 1967 - Gaetano Pedullà, politico, giornalista e editore italiano
- 1967 - Ramona Portwich, ex canoista tedesca
- 1967 - Ferdinando Signorelli, ex calciatore italiano
- 1967 - Markus Söder, politico tedesco
- 1967 - J. H. Wyman, sceneggiatore, regista e produttore televisivo canadese
- 1968 - DJ BoBo, cantante, compositore e ballerino svizzero
- 1968 - Andrea Cionna, atleta paralimpico italiano
- 1968 - Roberto Dalla Vecchia, chitarrista, compositore e cantante italiano
- 1968 - Stan Drulia, allenatore di hockey su ghiaccio e ex hockeista su ghiaccio statunitense
- 1968 - Juan Espil, ex cestista argentino
- 1968 - Andrzej Gołota, ex pugile polacco
- 1968 - Tom Holland, scrittore, storico e sceneggiatore britannico
- 1968 - Carrie Ann Inaba, ballerina, coreografa e personaggio televisivo statunitense
- 1968 - Gabdulla Kassenov, ex giocatore di calcio a 5 kazako
- 1968 - Chavi Ladaga, allenatore di calcio a 5 e ex giocatore di calcio a 5 spagnolo
- 1968 - Lin Kun-Han, ex giocatore di baseball taiwanese
- 1968 - Rufin Lué, ex calciatore ivoriano
- 1968 - Leila Meskhi, ex tennista georgiana
- 1968 - Gennaro Monaco, allenatore di calcio e ex calciatore italiano
- 1968 - Helmut Wolf, sciatore alpino italiano († 2013)
- 1969 - Petra Behle, ex biatleta tedesca
- 1969 - Mai Charoenpura, cantante e attrice thailandese
- 1969 - Robbie Crane, bassista statunitense
- 1969 - Jevgēņijs Gorjačilovs, calciatore e giocatore di calcio a 5 lettone († 2015)
- 1969 - Gestur Gylfason, ex calciatore islandese
- 1969 - Marilyn Manson, cantautore, produttore discografico e attore statunitense
- 1969 - Maria Stefania Marino, politica italiana
- 1969 - Paul McGillion, attore canadese
- 1969 - Tenedle, musicista italiano
- 1969 - Teresa Palmisano, ex cestista statunitense
- 1969 - Adriana Salonia, attrice argentina
- 1969 - Bryan Steel, ex pistard britannico
- 1969 - Silvio Suárez, ex calciatore paraguaiano
- 1969 - Guy Torry, attore statunitense
- 1969 - Risto Vidaković, allenatore di calcio e ex calciatore serbo
- 1969 - Luca Viscardi, conduttore radiofonico e blogger italiano
- 1969 - Shea Whigham, attore statunitense
- 1969 - Audrius Žuta, ex calciatore lituano
- 1970 - David Adams, ex tennista sudafricano
- 1970 - Igor Bališ, ex calciatore slovacco
- 1970 - Rodney Davis, politico statunitense
- 1970 - Salvatore Marcello Di Mattina, politico italiano
- 1970 - Elfi Eder, ex sciatrice alpina austriaca
- 1970 - Jurij Kovtun, allenatore di calcio e ex calciatore russo
- 1970 - Cristiana Monina, velista, giornalista e conduttrice televisiva italiana
- 1970 - Ylva Nowén, ex sciatrice alpina svedese
- 1970 - Jeffrey Jey, cantautore e compositore italiano
- 1970 - Francesco Bolo Rossini, attore e regista italiano
- 1970 - Alessio Secco, dirigente sportivo italiano
- 1970 - Sofia Shinas, attrice e cantante canadese
- 1970 - Jens Todt, ex calciatore tedesco
- 1970 - Troy Van Leeuwen, polistrumentista, compositore e produttore discografico statunitense
- 1970 - Oleg Veretennikov, allenatore di calcio e ex calciatore russo
- 1970 - Chris Wilkinson, ex tennista britannico
- 1970 - Vladimir Čagin, pilota di rally russo
- 1971 - Bjørn Otto Bragstad, ex calciatore norvegese
- 1971 - Mauro Bressan, ex calciatore italiano
- 1971 - Francesco De Angelis, violinista italiano
- 1971 - Marco Falcone, politico italiano
- 1971 - Sara Ferrari, politica italiana
- 1971 - Joško Jeličić, ex calciatore croato
- 1971 - Heinz Kuttin, ex saltatore con gli sci austriaco
- 1971 - Olivia, cantante e attrice italiana
- 1971 - Diego Ronsisvalle, regista, sceneggiatore e produttore cinematografico italiano
- 1971 - Maciej Zieliński, ex cestista polacco
- 1972 - Ramzy Al Duhami, cavaliere saudita
- 1972 - Steffen Baumgart, allenatore di calcio e ex calciatore tedesco
- 1972 - Simona Caparrini, attrice italiana
- 1972 - Davide Caprelli, compositore italiano
- 1972 - Roberto Checchin, allenatore di pallavolo e ex pallavolista italiano
- 1972 - Barbara Eramo, cantante, compositrice e musicista italiana
- 1972 - Jang Seo-hee, attrice sudcoreana
- 1972 - Arriel McDonald, ex cestista e allenatore di pallacanestro statunitense
- 1972 - Luciana Pedraza, attrice, regista cinematografica e sceneggiatrice argentina
- 1972 - Pou-Soi Cheang, regista, sceneggiatore e attore cinese
- 1972 - Andrea Ripa, vescovo cattolico italiano
- 1972 - Sakīs Rouvas, cantante e attore greco
- 1972 - Sascha Schmitz, cantautore e musicista tedesco
- 1972 - Isabell Sollman, attrice svedese
- 1972 - Andrej Zinčenko, ex ciclista su strada russo
- 1973 - Stefano Argilli, allenatore di calcio e ex calciatore italiano
- 1973 - Derek Cecil, attore statunitense
- 1973 - Uday Chopra, attore indiano
- 1973 - Diamond Foxxx, attrice pornografica statunitense
- 1973 - Giacomo Giretto, ex pallavolista italiano
- 1973 - Hiro Labaste, ex calciatore francese
- 1973 - Giada Perissinotto, fumettista italiana
- 1973 - Giuseppe Petrucci, attivista italiano
- 1974 - Kengo Hanazawa, fumettista giapponese
- 1974 - Vladïmïr Logïnov, ex calciatore kazako
- 1974 - Pippo Lorusso, attore e conduttore radiofonico italiano
- 1974 - Vardan Minasyan, allenatore di calcio e ex calciatore armeno
- 1974 - Ryan Minor, cestista, giocatore di baseball e allenatore di baseball statunitense († 2023)
- 1974 - Aleksej Panfili, pallanuotista russo
- 1974 - Paolo Pintacuda, sceneggiatore e scrittore italiano
- 1974 - Iwan Thomas, ex velocista britannico
- 1975 - Karen Busck, cantante danese
- 1975 - Émerson Carvalho da Silva, ex calciatore brasiliano
- 1975 - Bradley Cooper, attore, regista e sceneggiatore statunitense
- 1975 - Warrick Dunn, ex giocatore di football americano statunitense
- 1975 - Mike Grier, ex hockeista su ghiaccio statunitense
- 1975 - Anthony Idiata, ex altista nigeriano
- 1975 - John King Jr., politico statunitense
- 1975 - Émile Mbele, ex calciatore camerunese
- 1975 - Stefania Proietti, politica e funzionaria italiana
- 1975 - Igor Pugaci, ex ciclista su strada moldavo
- 1975 - Emiliano Rey, ex calciatore argentino
- 1976 - Shintarō Asanuma, doppiatore, attore e sceneggiatore giapponese
- 1976 - Johannes Kaiser, politico cileno
- 1976 - Severin Lüthi, allenatore di tennis e ex tennista svizzero
- 1976 - Jair Peralta, ex cestista panamense
- 1976 - Yvon Rakotoarimiandry, ex ostacolista malgascio
- 1976 - Shawnta Rogers, ex cestista statunitense
- 1976 - Érica Sánchez, cestista argentina
- 1976 - Diego Tristán, ex calciatore spagnolo
- 1976 - Massimiliano Varrese, attore e ballerino italiano
- 1976 - Matt Wachter, bassista e tastierista statunitense
- 1976 - Nannie de Villiers, ex tennista sudafricana
- 1977 - Oluniké Adeliyi, attrice canadese
- 1977 - Étienne Alain Djissikadié, ex calciatore gabonese
- 1977 - Aleksej Medvedev, ex calciatore russo
- 1977 - Rafael Vidaurreta, ex cestista spagnolo
- 1977 - Sedric Webber, ex cestista statunitense
- 1978 - Kelly Berville, ex calciatore francese
- 1978 - Bugz, rapper statunitense († 1999)
- 1978 - Nadia Cortassa, triatleta italiana
- 1978 - Sabrina Harman, criminale di guerra e ex militare statunitense
- 1978 - Yvette Higgins, pallanuotista australiana
- 1978 - January Jones, attrice e modella statunitense
- 1978 - Luís Fernando de Souza, ex cestista brasiliano
- 1978 - Seanan McGuire, scrittrice e musicista statunitense
- 1978 - Franck Montagny, ex pilota automobilistico francese
- 1978 - America Olivo, attrice, cantante e modella statunitense
- 1978 - Emilia, cantante svedese
- 1978 - Álvaro Sarabia, ex calciatore cileno
- 1978 - Anke Wischnewski, slittinista tedesca
- 1979 - Kyle Calder, ex hockeista su ghiaccio canadese
- 1979 - Liesbet De Vocht, dirigente sportiva e ex ciclista su strada belga
- 1979 - Andrea Garner, ex cestista statunitense
- 1979 - Giuseppe Gibilisco, ex astista e bobbista italiano
- 1979 - Chitose Hajime, cantante giapponese
- 1979 - Håvard Klemetsen, ex combinatista nordico norvegese
- 1979 - David Kopp, ex ciclista su strada tedesco
- 1979 - Alberto Loddo, ex ciclista su strada italiano
- 1979 - Ronnie O'Brien, ex calciatore irlandese
- 1979 - Blanca Soto, attrice e modella messicana
- 1979 - Inna Suslina, ex pallamanista russa
- 1979 - Masami Tanaka, ex nuotatrice giapponese
- 1979 - Emre Toraman, ex calciatore turco
- 1979 - K'liment'i Ts'it'aishvili, ex calciatore georgiano
- 1979 - Xia Xuanze, ex giocatore di badminton cinese
- 1979 - Valerij Zamjatin, ex giocatore di calcio a 5 ucraino
- 1980 - Srđan Andrić, ex calciatore croato
- 1980 - Fabiano Assad, ex giocatore di calcio a 5 brasiliano
- 1980 - Davor Bernardić, fisico e politico croato
- 1980 - Etienne Bito'o, ex calciatore gabonese
- 1980 - Sebastian Deisler, ex calciatore tedesco
- 1980 - Kōji Fukada, regista e sceneggiatore giapponese
- 1980 - Li Ting, ex tennista cinese
- 1980 - Martín Morel, ex calciatore argentino
- 1980 - Paulo César Rocha Rosa, ex calciatore brasiliano
- 1980 - Garette Ratliff Henson, attore statunitense
- 1980 - Marco Rigoni, dirigente sportivo e ex calciatore italiano
- 1980 - Alen Simonyan, politico armeno
- 1980 - Santiago Ventura, ex tennista spagnolo
- 1980 - Jorge Zamogilny, ex calciatore argentino
- 1981 - Rüzgar Aksoy, attore e doppiatore turco
- 1981 - Vüqar Ələkbərov, pugile azero
- 1981 - Anderson Daronco, arbitro di calcio brasiliano
- 1981 - Issam Erraki, calciatore marocchino
- 1981 - Corey Flynn, rugbista a 15 neozelandese
- 1981 - Kenan Koçak, allenatore di calcio e ex calciatore turco
- 1981 - Allan Lalín, calciatore honduregno
- 1981 - Michael Mizrachi, giocatore di poker statunitense
- 1981 - Lisette Pagler, attrice svedese
- 1981 - Brooklyn Sudano, attrice, cantante e ballerina statunitense
- 1981 - Nikola Trajković, allenatore di calcio e ex calciatore serbo
- 1981 - Tom Voyce, rugbista a 15 inglese († 2024)
- 1981 - Daniel Vušković, ex calciatore croato
- 1981 - Deadmau5, produttore discografico e disc jockey canadese
- 1982 - Luca Ansoldi, ex hockeista su ghiaccio italiano
- 1982 - Tom Bialaszewski, allenatore di pallacanestro statunitense
- 1982 - Anastasija Borodina, pallamanista ucraina
- 1982 - Kjersti Buaas, ex snowboarder norvegese
- 1982 - Ansley Cargill, ex tennista statunitense
- 1982 - Jessica Chaffin, attrice statunitense
- 1982 - Gauthier Darrigand, ex cestista francese
- 1982 - Karel Geraerts, allenatore di calcio e ex calciatore belga
- 1982 - Nicola Irto, politico italiano
- 1982 - Janica Kostelić, ex sciatrice alpina croata
- 1982 - Bledar Mançaku, ex calciatore albanese
- 1982 - Nuk'ri Manchkhava, ex calciatore georgiano
- 1982 - Neisha, cantante e pianista slovena
- 1982 - Letícia Novaes, cantautrice e attrice brasiliana
- 1982 - Giovanni Pasquale, allenatore di calcio e ex calciatore italiano
- 1982 - Jaroslav Plašil, allenatore di calcio e ex calciatore ceco
- 1982 - Marlon Roudette, cantautore britannico
- 1982 - Maki Tsukada, judoka giapponese
- 1982 - Morgan Turinui, ex rugbista a 15 e allenatore di rugby a 15 australiano
- 1982 - Vadims Vasiļevskis, ex giavellottista lettone
- 1982 - Benoît Vaugrenard, ex ciclista su strada francese
- 1983 - Filip Adamski, canottiere tedesco
- 1983 - Ferran Corominas, ex calciatore spagnolo
- 1983 - Ivan Krstanović, ex calciatore bosniaco
- 1983 - Ken Leemans, ex calciatore belga
- 1983 - Marcelo Nicácio, ex calciatore brasiliano
- 1983 - Ignacio Pallas, allenatore di calcio e ex calciatore uruguaiano
- 1983 - Renato Russomanno, pallavolista brasiliano
- 1983 - Zhu Fangyu, ex cestista cinese
- 1984 - Derrick Atkins, ex velocista bahamense
- 1984 - Jytte-Merle Böhrnsen, attrice tedesca
- 1984 - Xavier García, pallanuotista spagnolo
- 1984 - Diego Gómez, ex calciatore argentino
- 1984 - Reinar Hallik, ex cestista e allenatore di pallacanestro estone
- 1984 - Valentina Novikova, ex fondista russa
- 1984 - Andrés Ojeda, avvocato e politico uruguaiano
- 1984 - Giuseppe Scurto, allenatore di calcio e ex calciatore italiano
- 1984 - Ikechukwu Uche, ex calciatore nigeriano
- 1984 - Håvard Vad Petersson, giocatore di curling norvegese
- 1984 - César Valoyes, ex calciatore colombiano
- 1984 - Yoo In-young, attrice e modella sudcoreana
- 1984 - Zhang Shuo, ginnasta cinese
- 1984 - Ihar Zjuleŭ, ex calciatore bielorusso
- 1985 - Jorge Alonso Martín, ex calciatore spagnolo
- 1985 - Mélanie Bernier, attrice francese
- 1985 - Aline Bonjour, ex sciatrice alpina svizzera
- 1985 - Victor Bulat, ex calciatore moldavo
- 1985 - Dan Cage, ex cestista, allenatore di pallacanestro e dirigente sportivo statunitense
- 1985 - Ludovic Guerriero, calciatore francese
- 1985 - Kazuki Hara, ex calciatore giapponese
- 1985 - Hamdi Harbaoui, ex calciatore tunisino
- 1985 - Yuka Koide, attrice e modella giapponese
- 1985 - Marek Kvapil, hockeista su ghiaccio ceco
- 1985 - Yoon So-yi, attrice sudcoreana
- 1985 - Mercedes Peris, ex nuotatrice spagnola
- 1985 - Nathan Pond, calciatore montserratiano
- 1985 - Danielle Lins, pallavolista brasiliana
- 1985 - Saša Stamenković, calciatore serbo
- 1985 - Fabienne Suter, ex sciatrice alpina svizzera
- 1985 - Harrison Tasher, calciatore beliziano
- 1985 - Silvia Toffano, hockeista su ghiaccio e hockeista in-line italiana
- 1985 - Filip Trejbal, ex sciatore alpino ceco
- 1985 - Diego Vera, calciatore uruguaiano
- 1985 - Ughetta d'Onorascenzo, doppiatrice e attrice italiana
- 1986 - Ehsan Hatem, modella egiziana
- 1986 - Teppei Koike, cantante e attore giapponese
- 1986 - Danijel Milićević, allenatore di calcio e ex calciatore svizzero
- 1986 - Deepika Padukone, attrice e modella indiana
- 1986 - Katie Parker, attrice statunitense
- 1986 - Milan Perendija, ex calciatore serbo
- 1986 - Veli-Matti Savinainen, hockeista su ghiaccio finlandese
- 1986 - Aljaksandr Sačyŭka, calciatore bielorusso
- 1986 - Jana Šemjakina, schermitrice ucraina
- 1986 - Robertas Vėževičius, ex calciatore lituano
- 1986 - Jeanvion Yulu-Matondo, ex calciatore belga
- 1986 - Cenk İldem, ex lottatore turco
- 1987 - Migjen Basha, ex calciatore svizzero
- 1987 - Steve Bezzina, calciatore maltese
- 1987 - Kristin Cavallari, attrice e personaggio televisivo statunitense
- 1987 - Chris Fillmore, pilota motociclistico statunitense
- 1987 - Michael Gilday, pattinatore di short track canadese
- 1987 - Petr Janda, allenatore di calcio e calciatore ceco
- 1987 - Dani Mathers, modella statunitense
- 1987 - Ioan Mera, ex calciatore rumeno
- 1987 - Jason Mitchell, attore statunitense
- 1987 - Achille Pensy, calciatore camerunese
- 1987 - Sito Riera, calciatore spagnolo
- 1987 - Kyle Spain, cestista statunitense
- 1987 - Baha' Abdel-Rahman, calciatore giordano
- 1987 - Tan Miao, nuotatrice cinese
- 1987 - Antônio Flávio, ex calciatore brasiliano
- 1988 - Juan Antonio, ex calciatore argentino
- 1988 - Azizulhasni Awang, pistard malaysiano
- 1988 - Baba Diawara, ex calciatore senegalese
- 1988 - Luke Daniels, ex calciatore inglese
- 1988 - Ion Echaide, ex calciatore spagnolo
- 1988 - Ziya Erdal, calciatore turco
- 1988 - Yago Fernández, ex calciatore portoghese
- 1988 - Mandip Gill, attrice britannica
- 1988 - Darrin Govens, cestista statunitense
- 1988 - Nikola Kalinić, dirigente sportivo e ex calciatore croato
- 1988 - Sergej Karjakin, pentatleta russo
- 1988 - Carlos Silveira da Graça, ex calciatore capoverdiano
- 1988 - Moses Lamidi, ex calciatore tedesco
- 1988 - Douglas Lima, artista marziale misto brasiliano
- 1988 - Eddie Läck, hockeista su ghiaccio svedese
- 1988 - Miroslav Raduljica, cestista serbo
- 1988 - Alba Ribas, attrice spagnola
- 1988 - Bruno Rosetti, canottiere italiano
- 1988 - Andrea Segnalini, ex pallavolista italiano
- 1988 - Lewis Stevenson, calciatore scozzese
- 1988 - Tremaine Stewart, calciatore giamaicano († 2021)
- 1988 - Jonathan Tehau, calciatore francese
- 1988 - Marvin Torvic, calciatore francese
- 1988 - Javi Vega, cestista spagnolo
- 1988 - Dirceu Wiggers de Oliveira Filho, calciatore brasiliano
- 1988 - Yang Yansheng, ex astista cinese
- 1988 - Mario de Luna, calciatore messicano
- 1988 - Anna Łukasiak, lottatrice polacca
- 1989 - Mykola Balakin, arbitro di calcio ucraino
- 1989 - Carlos Wilson Cachicote da Rocha, ex calciatore portoghese
- 1989 - Eduardo Escobar, giocatore di baseball venezuelano
- 1989 - Mike Harris, giocatore di football americano statunitense
- 1989 - Juninho, ex calciatore brasiliano
- 1989 - Kim Kuk-jin, ex calciatore nordcoreano
- 1989 - Krisztián Németh, calciatore ungherese
- 1989 - Ángel Orué, calciatore paraguaiano
- 1989 - Conan Osíris, cantautore portoghese
- 1989 - Yasin Pehlivan, calciatore austriaco
- 1989 - Mirko Tedeschi, ex ciclista su strada italiano
- 1989 - Brandon Wood, cestista statunitense
- 1989 - Erdem Şen, ex calciatore belga
- 1990 - Gino Felixdaal, ex calciatore olandese
- 1990 - Leroy Fer, calciatore olandese
- 1990 - Juan Fuentes, ex calciatore spagnolo
- 1990 - Shane Gibson, cestista statunitense
- 1990 - Aljaksej Haŭrylovič, calciatore bielorusso
- 1990 - Gëzim Krasniqi, calciatore albanese
- 1990 - Nermina Lukac, attrice svedese
- 1990 - Stefano Luongo, pallanuotista italiano
- 1990 - Barış Memiş, calciatore turco
- 1990 - José Luis Palomino, calciatore argentino
- 1990 - Krystian Pearce, calciatore inglese
- 1990 - Marshawn Powell, ex cestista statunitense
- 1990 - Germán Rodríguez Rojas, calciatore argentino
- 1990 - Ralph Sampson, ex cestista statunitense
- 1990 - Krzysztof Sulima, cestista polacco
- 1990 - Ole Amund Sveen, calciatore norvegese
- 1990 - Christopher Washburn, pallanuotista italiano
- 1990 - Isiah Young, velocista statunitense
- 1991 - David Achucarro, calciatore argentino
- 1991 - Mohammed Ahmed, mezzofondista canadese
- 1991 - Odile Ahouanwanou, multiplista e ostacolista beninese
- 1991 - Kayla Alexander, cestista canadese
- 1991 - Denis Alibec, calciatore rumeno
- 1991 - Soner Aydoğdu, calciatore turco
- 1991 - Natnael Berhane, ciclista su strada eritreo
- 1991 - Felipe Bertoldo, ex calciatore brasiliano
- 1991 - Bi Jinhao, calciatore cinese
- 1991 - Eric Fisher, ex giocatore di football americano statunitense
- 1991 - Pasquale Gabriele, pallavolista italiano
- 1991 - Jelle van Gorkom, ciclista di BMX olandese
- 1991 - Adam Jahn, ex calciatore statunitense
- 1991 - Jehor Kartušov, calciatore ucraino
- 1991 - Rahel Kiwic, calciatrice svizzera
- 1991 - Derek Livingston, snowboarder canadese
- 1991 - Siniša Mladenović, calciatore serbo
- 1991 - Daniel Pacheco, calciatore spagnolo
- 1991 - Chiara Paroni, calciatrice italiana
- 1991 - Manuel Torres Jiménez, calciatore spagnolo
- 1991 - Jevhen Zadoja, ex calciatore ucraino
- 1991 - Jorge de Moura Xavier, calciatore brasiliano
- 1991 - Ece İrtem, attrice turca
- 1992 - Afriyie Acquah, calciatore ghanese
- 1992 - Murolimzhon Akhmedov, calciatore kirghiso
- 1992 - Leandro Barcia, calciatore uruguaiano
- 1992 - Mario Bühler, calciatore svizzero
- 1992 - Julian Derstroff, calciatore tedesco
- 1992 - Alfonso Espino, calciatore uruguaiano
- 1992 - Mike Faist, attore statunitense
- 1992 - Paddy Jackson, rugbista a 15 britannico
- 1992 - Stephan Leyhe, saltatore con gli sci tedesco
- 1992 - Jan Mikula, calciatore ceco
- 1992 - Saeid Mollaei, judoka iraniano
- 1992 - Trevor Philp, ex sciatore alpino canadese
- 1992 - Calogero Rizzuto, calciatore tedesco
- 1992 - Trent Sainsbury, calciatore australiano
- 1992 - Waleed Salem Al-Lami, calciatore iracheno
- 1992 - Ryan Sanusi, calciatore belga
- 1992 - Cameron Stones, ex bobbista canadese
- 1992 - Suki Waterhouse, modella, attrice e cantante britannica
- 1993 - Alaeddine Ajaraie, calciatore marocchino
- 1993 - Pape Ibnou Ba, calciatore senegalese
- 1993 - Jevhen Bochašvili, calciatore ucraino
- 1993 - Alex Bolt, tennista australiano
- 1993 - Lorenzo Dalle Piagge, giocatore di football americano italiano
- 1993 - Phillip Dorsett, giocatore di football americano statunitense
- 1993 - Franz Drameh, attore britannico
- 1993 - Ellie Faulkner, nuotatrice britannica
- 1993 - Merab Gigauri, calciatore georgiano
- 1993 - Marco Laganà, cestista italiano
- 1993 - M.R. Lalith Babu, scacchista indiano
- 1993 - Liu Zhiyu, canottiere cinese
- 1993 - Tomáš Malec, calciatore slovacco
- 1993 - Elijah Manangoi, mezzofondista keniota
- 1993 - Mirzad Mehanović, calciatore bosniaco
- 1993 - Jolanda Neff, mountain biker, ciclista su strada e ciclocrossista svizzera
- 1993 - Michael Ojo, cestista nigeriano († 2020)
- 1993 - Nate Orchard, giocatore di football americano statunitense
- 1993 - De'Anthony Thomas, giocatore di football americano statunitense
- 1993 - Alex Trivellato, hockeista su ghiaccio italiano
- 1993 - Vladimir Zubarev, ex calciatore russo
- 1993 - Alichan Šavaev, calciatore russo
- 1994 - Bachana Arabuli, calciatore georgiano
- 1994 - Claudiu Bumba, calciatore rumeno
- 1994 - Christopher Dilo, calciatore francese
- 1994 - Zemgus Girgensons, hockeista su ghiaccio lettone
- 1994 - Austin James, attore statunitense
- 1994 - Jonquel Jones, cestista bahamense
- 1994 - Jong Kwang-sok, calciatore nordcoreano
- 1994 - Ana Sofía Jusino, pallavolista portoricana
- 1994 - Abdoulaye Keita, calciatore maliano
- 1994 - Dominik Kovačić, calciatore croato
- 1994 - Yoandys Lescay, velocista cubano
- 1994 - Kamil' Mullin, calciatore russo
- 1994 - Aleksandr Aleksandrovič Predke, scacchista russo
- 1994 - Szymon Rekita, ex ciclista su strada polacco
- 1994 - Jordan Roberts, calciatore inglese
- 1994 - Fabián Rohena, pallavolista portoricano
- 1994 - Gustavo Scarpa, calciatore brasiliano
- 1994 - Max-Gordon Sundquist, ex sciatore alpino svedese
- 1994 - Vincent Taylor, giocatore di football americano statunitense
- 1994 - Robert Upshaw, cestista statunitense
- 1994 - Brandon Vincent, ex calciatore statunitense
- 1995 - Darío Aimar, calciatore ecuadoriano
- 1995 - Faisal Bangal, calciatore mozambicano
- 1995 - Shamil Borchashvili, judoka austriaco
- 1995 - Luis Guillermo García, pallavolista portoricano
- 1995 - Henrique Gelain Custodio, calciatore brasiliano
- 1995 - Eric Mika, cestista statunitense
- 1995 - Latu Vaeno, rugbista a 15 tongano
- 1995 - Natan Węgrzycki-Szymczyk, canottiere polacco
- 1996 - Dzinara Alimbekava, biatleta bielorussa
- 1996 - Tove Almqvist, calciatrice svedese
- 1996 - Ilaria Alunno, ex calciatrice italiana
- 1996 - Maxim Baldry, attore britannico
- 1996 - Franco Colela, calciatore argentino
- 1996 - Nicol Delago, sciatrice alpina italiana
- 1996 - Ilija Đoković, cestista serbo
- 1996 - Abo Eisa, calciatore sudanese
- 1996 - Joschka Ferner, cestista tedesco
- 1996 - Patrick Huston, arciere britannico
- 1996 - Tino Kadewere, calciatore zimbabwese
- 1996 - Kevin Lilliana, modella indonesiana
- 1996 - Zinédine Machach, calciatore francese
- 1996 - Marianna Maggipinto, pallavolista italiana
- 1996 - Daxter Miles, cestista statunitense
- 1996 - Luka Mkheidze, judoka francese
- 1996 - Evgheni Oancea, calciatore moldavo
- 1996 - Malachi Richardson, cestista statunitense
- 1996 - Jon Rivera, pallavolista portoricano
- 1996 - Zach Smith, cestista statunitense
- 1996 - Shaquill Sno, calciatore olandese
- 1996 - Nicolás Tripichio, calciatore argentino
- 1996 - Tyler Ulis, ex cestista e allenatore di pallacanestro statunitense
- 1996 - Iosefo Verefou, calciatore figiano
- 1996 - Rodrigo Ābols, hockeista su ghiaccio lettone
- 1997 - Egehan Arna, cestista turco
- 1997 - Miguel Brizuela, calciatore argentino
- 1997 - Nicola Conci, ciclista su strada italiano
- 1997 - Meisam Dalkhani, lottatore iraniano
- 1997 - Alexander Fuchs, calciatore tedesco
- 1997 - Osman Göçen, lottatore turco
- 1997 - Dre'Mont Jones, giocatore di football americano statunitense
- 1997 - Jiří Klíma, calciatore ceco
- 1997 - Žiga Lipušček, calciatore sloveno
- 1997 - Axel Mpoyo, cestista statunitense
- 1997 - Manfredas Ruzgis, calciatore lituano
- 1997 - Jesús Vallejo, calciatore spagnolo
- 1997 - Zhang Yuning, calciatore cinese
- 1997 - Alina Zmushka, nuotatrice bielorussa
- 1997 - Muhammed Şengezer, calciatore turco
- 1997 - Josip Špoljarić, calciatore croato
- 1998 - Carles Aleñá, calciatore spagnolo
- 1998 - Kervin Arriaga, calciatore honduregno
- 1998 - Pedro Ferreira, calciatore portoghese
- 1998 - Isaac Humphries, cestista australiano
- 1998 - Vjačeslav Jakimov, calciatore russo
- 1998 - Lăčezar Kotev, calciatore bulgaro
- 1998 - Tommy Kuhse, cestista statunitense
- 1998 - Ibrahim Mouchili, calciatore camerunese
- 1998 - Antonio Rizzi, rugbista a 15 italiano
- 1998 - Besard Sabovic, calciatore svedese
- 1998 - M'kaela White, pallavolista statunitense
- 1999 - Atakan Akkaynak, calciatore tedesco
- 1999 - Simone Barontini, mezzofondista italiano
- 1999 - Ludovic Beyhurst, cestista francese
- 1999 - Euclides Cabral, calciatore portoghese
- 1999 - Marco Curto, calciatore italiano
- 1999 - Agustín Dávila, calciatore uruguaiano
- 1999 - Berkin Elvan, curdo († 2014)
- 1999 - Markus Nordgård Fossland, ex sciatore alpino norvegese
- 1999 - Kelly Gago, calciatrice francese
- 1999 - Yasemin Güveli, pallavolista turca
- 1999 - Gian-Luca Itter, calciatore tedesco
- 1999 - Marthe Kråkstad Johansen, biatleta norvegese
- 1999 - Alex Leatherwood, giocatore di football americano statunitense
- 1999 - Daniela Marchisio, copilota di rally italiana
- 1999 - Luís Maximiano, calciatore portoghese
- 1999 - Miguelito, cantante portoricano
- 1999 - Nejc Naraločnik, sciatore alpino sloveno
- 1999 - Katherine Nye, sollevatrice statunitense
- 1999 - Spencer Olivier, pallavolista statunitense
- 1999 - Bogdan Ovsjannikov, calciatore russo
- 1999 - Diogo Queirós, calciatore portoghese
- 1999 - Katherine Sebov, tennista canadese
- 1999 - Mattias Svanberg, calciatore svedese
- 1999 - Ivan Tilev, calciatore bulgaro
- 1999 - Filip Ugrinić, calciatore svizzero
- 2000 - Jorge Aguirre, calciatore cubano
- 2000 - İlkin Aydın, pallavolista turca
- 2000 - Antonino Gallo, calciatore italiano
- 2000 - Gastón Gerzel, calciatore argentino
- 2000 - Roxen, cantante rumena
- 2000 - Ali Mahamat, mezzofondista ciadiano
- 2000 - Oscar Kapskarmo, calciatore norvegese
- 2000 - Gastón Martirena, calciatore uruguaiano
- 2000 - Christoph Meissl, sciatore alpino austriaco
- 2000 - Yari Montella, pilota motociclistico italiano
- 2000 - Big Baby Tape, rapper e produttore discografico russo
- 2000 - Erdem Seçgin, calciatore turco
- 2000 - Taylor Soule, cestista statunitense
- 2000 - Pape Ndiaga Yade, calciatore senegalese
- 2000 - David Zec, calciatore sloveno

## XXI secolo(55)
- 2001 - Marley Aké, calciatore francese
- 2001 - Xavier Amaechi, calciatore inglese
- 2001 - Arvin Appiah, calciatore inglese
- 2001 - Tomás Cavanagh, calciatore argentino
- 2001 - Žana Ciglič, ex sciatrice alpina slovena
- 2001 - David Costa, calciatore portoghese
- 2001 - Nathan Gassama, calciatore francese
- 2001 - Yann Gboho, calciatore ivoriano
- 2001 - Tilde Johansson, lunghista e ostacolista svedese
- 2001 - Danil Kazancev, calciatore russo
- 2001 - Stefani Kirjakova, ginnasta bulgara
- 2001 - MarShawn Lloyd, giocatore di football americano statunitense
- 2001 - Dariush Lotfi, tuffatore britannico
- 2001 - Jordi Martín, calciatore spagnolo
- 2001 - Mark McGuinness, calciatore irlandese
- 2001 - Mychajlo Mudryk, calciatore ucraino
- 2001 - Martin Novaković, calciatore serbo
- 2001 - Jorge Prado García, pilota motociclistico spagnolo
- 2001 - Dannovi Quiñones, calciatore colombiano
- 2001 - Ammar Ramadan, calciatore siriano
- 2001 - Wan'Dale Robinson, giocatore di football americano statunitense
- 2001 - Ellis Simms, calciatore inglese
- 2001 - Rein Smit, calciatore olandese
- 2001 - Henry To'oTo'o, giocatore di football americano samoano americano
- 2001 - Mootez Zaddem, calciatore tunisino
- 2002 - Dylan Borrero, calciatore colombiano
- 2002 - Amadou Mbengue, calciatore senegalese
- 2002 - Natanael Moreira Milouski, calciatore brasiliano
- 2002 - Moritz Oswald, calciatore austriaco
- 2002 - Prudence Sekgodiso, mezzofondista sudafricana
- 2003 - Mamadou Lamine Camara, calciatore senegalese
- 2003 - Ronaldo Camará, calciatore guineense
- 2003 - Namory Cissé, calciatore austriaco
- 2003 - Kryštof Daněk, calciatore ceco
- 2003 - Samba Diallo, calciatore senegalese
- 2003 - Danijel Djurić, calciatore islandese
- 2003 - Jolien Knollema, pallavolista olandese
- 2003 - Kingstone Mutandwa, calciatore zambiano
- 2003 - Szymon Włodarczyk, calciatore polacco
- 2004 - Ibrahima Sory Bangoura, calciatore guineano
- 2004 - Lamare Bogarde, calciatore olandese
- 2004 - Abdoulie Ceesay, calciatore gambiano
- 2004 - Ali Dembélé, calciatore francese
- 2004 - Lucas Mincarelli, calciatore francese
- 2004 - Tomasz Pieńko, calciatore polacco
- 2004 - Carlotta Regine, hockeista su ghiaccio italiana
- 2005 - Jalal Abdullai, calciatore ghanese
- 2005 - Noah Mbamba, calciatore belga
- 2005 - Riccardo Villa, ginnasta italiano
- 2006 - David Fernández, calciatore paraguaiano
- 2006 - Artem Husol, calciatore ucraino
- 2006 - Nikolaus Wurmbrand, calciatore austriaco
- 2007 - Derin Aralp, nuotatrice artistica turca
- 2007 - Luka Vrzić, calciatore croato
- 2009 - Walker Scobell, attore statunitense

## Senza anno specificato(1)
- Sissieretta Jones, soprano statunitense († 1933)